# 新四十二章
《新四十二章》（英語：Treasure of Destiny，前名《四十二章經》），是香港電視廣播有限公司拍攝製作的時裝動作特技尋寶倫理喜劇，由陳豪、龔嘉欣、周嘉洛及江嘉敏領銜主演，並由譚凱琪、鄭子誠、黃山怡、鄺潔楹、林景程、易宇航、吳子及李君妍聯合演出，監製陳維冠。
此劇是TVB攜手創無限節目博覽2022十四部劇集之一；亦是2022年香港國際影視展推介劇集之一及周年慶典節目巡禮2022十二部劇集之一，本劇由「G-NiiB 微生態配方」特約贊助。
北美OTT由TVBAnywhere North America 1月30日起同步更新。台灣OTT由LiTV 線上影視、MyVideo同步跟播上架。

## 故事大綱
豬肉檔老闆娘朱螢嬌（龔嘉欣飾）在大學修讀中文系碩士課程，期間遇上為人風趣幽默但精神萎靡的教授章經（陳豪飾）。二人經常發生磨擦，猶如前世冤家，卻不知命運早注定二人要經歷百般波折，才能修成正果、得到解藥。經知悉地球將會出現疫症，塗炭生靈，唯有找到新四十二章寶藏中的解藥，才能拯救世人。經帶領嬌、臨床心理學家關玉菁（譚凱琪飾）、擁有數學天賦的邵桂芝（江嘉敏飾），以及擁有雙重人格的柯建寧（周嘉洛飾）一同尋找寶藏。然而，在寶藏重見天日之際，一股黑暗勢力緩緩接近……疫症逐漸擴大，各人陷入絕望……

## 演員表

### 博文大學中國文化研究系
| 演員           | 角色   | 暱稱／關係 |
| 林正峰（青年） | 章 經  | King、Professor Cheung 康熙帝轉世 中文系教授／尋寶專家 李爾君之上司 朱螢嬌之老師，並與其有感情線 邵一算之好友 邵桂芝之仰慕對象 敖螢峰、沈學龍之學兄 關玉菁之病人，與其有感情線 口頭禪：飲杯！（即乾杯粵語） |
| 陳 豪          | 章 經  | King、Professor Cheung 康熙帝轉世 中文系教授／尋寶專家 李爾君之上司 朱螢嬌之老師，並與其有感情線 邵一算之好友 邵桂芝之仰慕對象 敖螢峰、沈學龍之學兄 關玉菁之病人，與其有感情線 口頭禪：飲杯！（即乾杯粵語） |
| 李君妍         | 李爾君 | Edith 章經之助教 孫來弟之表妹 王尚煌之女友，后分手 於第18集因得知關玉菁的秘密而被關玉菁指使的藍奕晨滅口 |
| 龔嘉欣         | 朱螢嬌 | 碩士生 章經之學生，並與其有感情線 夏竹姬之好友 參見朱家 |
| 史穎喬         | 夏竹姬 | Alisha 大學生 朱古力之鍾情對象 |
| 彭翔翎         | 吳慧言 | Lily 大學生 |
| 易智遠         | 黎銘健 | Ken 大學生／前港隊舉重成員 |
| 鄒兆霆         | 彭卓燁 | Alex 大學生 |
| 吳綺珊         | 宋 澄  | 大學生 |
| 梁雯蔚         | 鄒嘉蔚 | 大學生 |
| 陳戩浩         | 李畢祥 | 大學生 |
| 李嘉晉         | 梁俊宏 | 大學生 |
| 曾海昌         | 尚 書  | 大學生 |
| 梁百川         | 周偉行 | 大學生 |
| 馬俊傑         | 譚煜升 | 大學生 |
| 鄭健樂         |        | 大學生 |
| 邵展鵬         |        | 大學生 |
| 李梓謙         |        | 大學生 |
| 丁樂鍶         |        | 大學生 |
| 蕭麗芠         |        | 大學生 |

### 朱家
| 演員           | 角色   | 暱稱／關係 |
| 林景程         | 朱古力 | 大佬、Chocolate 佚名摔跤手轉世 摔跤手／推銷員 朱若望、朱螢嬌之義兄 對夏竹姬有好感 |
| 易宇航         | 朱若望 | 二佬、John 湯若望轉世 天文愛好者 朱古力之義弟 朱螢嬌之義兄 |
| 周珈慜（童年） | 朱螢嬌 | 阿嬌、嬌姐 本名敖螢嬌 鳌拜轉世 友肉食檔主／中國文化研究系碩士生 敖螢峰之親妹 朱古力、朱若望之義妹 邵桂芝之天敵，後和好 經常會長出鬍鬚，而該時候會變得力大無窮 因被雷擊中而可從摸手得知對方前世 於第11集與蓝奕晨發展，但被其利用 於第19集起為幫李爾君復活而與穆曉嵐合作，實爲被其利用 於第23集因發現被穆曉嵐利用而傷心欲絕並昏迷 於第24集被章經喚醒，後成爲章經之女友 |
| 龔嘉欣         | 朱螢嬌 | 阿嬌、嬌姐 本名敖螢嬌 鳌拜轉世 友肉食檔主／中國文化研究系碩士生 敖螢峰之親妹 朱古力、朱若望之義妹 邵桂芝之天敵，後和好 經常會長出鬍鬚，而該時候會變得力大無窮 因被雷擊中而可從摸手得知對方前世 於第11集與蓝奕晨發展，但被其利用 於第19集起為幫李爾君復活而與穆曉嵐合作，實爲被其利用 於第23集因發現被穆曉嵐利用而傷心欲絕並昏迷 於第24集被章經喚醒，後成爲章經之女友 |

### 柯家
| 演員   | 角色   | 暱稱／關係 |
| 馬海倫 | 袁圓圓 | 柯太 陳圓圓轉世 柯建寧之母 患有梦游症 於第23集被穆曉嵐打暈，後甦醒 |
| 周嘉洛 | 柯建寧 | 柯仔 阿珂、建寧公主轉世 急症室護士 袁圓圓之子 被邵桂芝追求，先前讨厌其，后和好，並與其有感情線 邵一算之粉絲 深夜喜歡以非法賽車作興趣 於第24集獲邵桂芝拯救，深受感動，後成爲邵桂芝之男友 |

### 邵家劏房
| 演員   | 角色   | 暱稱／關係 |
| 郑子誠 | 邵一算 | 算頭、Professor Siu 綽號數理情人 海大富轉世 劏房包租公／網絡節目主持人／教授 邵桂芝之父 柯建寧之偶像 章經、沈學龍之好友 葉小琳之房東，後求婚成功 |
| 江嘉敏 | 邵桂芝 | Mon姐 韋小寶轉世 投資高手／十二成員頭領 邵一算之女 葉小琳之繼女 蘇子瑜、游津臻之好友 穆曉嵐前世之徒，後反目 仰慕章經 朱瑩嬌之天敵，後和好 劉依麗之情敵兼死敌，并针对其 喜欢并追求柯建寧，先前被其讨厌，后和好，並與其有感情線 擁有數學天賦 窒息時能回憶前世往事 因被雷擊中而可從摸手得知對方前世 於第24集拯救柯建寧，獲其好感，後成爲柯建寧之女友 名字諧音：小桂子 |
| 鄺潔楹 | 蘇子瑜 | Zoie 雙兒轉世 炒散王／點穴高手 蘇翰之孫女 邵桂芝、游津臻之好友 與施朗有感情線 於第6集登場，被爺爺交託於邵桂芝照顧 |
| 葉凱茵 | 葉小琳 | 小琳姐 美容化妝店員 邵一算之租客兼喜歡對象 於第16集接受邵一算求婚，其後因發現穆曉嵐身份而被其推下樓重傷昏迷 於第17集重傷身亡 |
| 譚永浩 | 高勝基 | 電腦奇才 邵一算之租客 |
| 趙樂賢 | 畢正泰 | 視障人士 邵一算之新租客 |
| 戴耀明 | 施 朗  | 尋緣古董店員工 邵一算之新租客 參見天地群益會 |
| 游莨維 | 趙永超 | 喪超 租霸／蠱惑仔 邵一算之租客，與其不和 因私吞天姐一百萬美金而被捉走，於第5集被提及已被活埋 |

### 天地群益會
| 演員   | 角色   | 暱稱／關係 |
| 黃山怡 | 穆曉嵐 | Nasa 「總舵主」陳近南轉世，已經152歲 本爲清朝漕運總督德壽府中侍婢，因偷偷地服用大寶丹而青春永駐 天地群益會主席 尋緣古董店老闆 施朗之老闆 邵桂芝前世之師父，後反目 武功最高強 於第9集與前世徒弟相認，並開始利用其尋找大寶丹為自己續命 於第23集在鍾紅偷走大寶丹之後以柯建寧的性命要脅邵桂芝，奪回大寶丹 於第24集被章經、邵一算、朱螢嬌、蘇子瑜、藍奕晨埋伏襲擊，後刺死藍奕晨、施朗，最後被章經、邵一算、朱螢嬌聯手殺死 |
| 鍾志光 | 劉 隆  | 劉老闆 多隆轉世 天地群益會最大金主 以賭廳起家，為香港十大富豪之一 |
| 戴耀明 | 施 朗  | 矮頭陀轉世 天地群益會會員 尋緣古董店員工 邵一算之新租客 與蘇子瑜有感情線 於第24集為保護蘇子瑜被穆曉嵐誤殺 名字諧音：C朗 |
| 江嘉敏 | 邵桂芝 | Mon姐 韋小寶轉世 天地群益會新會員 穆曉嵐前世之徒弟，後反目 於第14集被推舉爲副主席 參見邵家 |
| 鄺潔楹 | 蘇子瑜 | Zoie 雙兒轉世 天地群益會新會員 參見邵家 |

### 臥龍幫
| 演員   | 角色  | 暱稱／關係 |
| 吳瑞庭 | 比 利 | Billy 毛東珠轉世 臥龍幫頭目 凍肉公司老闆 關玉菁之合作夥伴，後反目 於第15集被穆曉嵐打至重傷，後被關玉菁殺害 名字諧音：比利  |
| 衛志豪 | 施 單 | 白毛怪 高頭陀轉世 臥龍幫成員 於第20集因得知關玉菁才是殺害比利的真凶而與其反目，後被藍奕晨率領的特種部隊殺害 名字諧音：施丹 |
| 廖家爵 |       | 比利之手下（第12、14、15集）                                                                                               |
| 周嘉全 |       | 比利之手下（第13、15集）                                                                                                   |
| 陳嘉俊 |       | 施單之手下（第13、15集）                                                                                                   |

### 特種部隊
| 演員   | 角色   | 暱稱／關係 |
| 譚凱琪 | 關玉菁 | Frances 吳三桂轉世 臨床心理學家 實為特種部隊頭目 古道仁之徒弟 藍奕晨之老闆 比利之合作夥伴，後反目並於第15集殺害其 章經之主診醫生，與其有感情線 關曉菁之姐 於第11集與章經發展，並利用其尋找大寶丹以治療妹妹的疾病 於第23集取走大寶丹時觸發機關，被暗箭射殺身亡，临终前托付章經使用大寶丹為其妹治病 |
| 吳子   | 藍奕晨 | Ronald 筆名松島春 診所接待員／街頭詩人 實為特種部隊成員 關玉菁之手下 於第11集開始化名張志春接近並利用朱螢嬌，於第14集被揭穿 於第24集與章經合作，企圖殺害穆曉嵐，但反被穆曉嵐殺害 |

### 炒股十二成員
| 演員   | 角色     | 暱稱／關係                                                                                            |
| 陳勉良 | 蘇 翰    | 翰叔 莊三少奶轉世 蘇子瑜之祖父 患有口吃，並後來發現患癌 於第6集因癌去世，臨死前交託蘇子瑜給邵桂芝照顧 |
| 馮素波 | 洪 菲    | Vivian 黑社會阿公 天姐之老大                                                                          |
| 潘芳芳 | 錢惠芳   | 芳芳 游津臻之母 在眾人之中唯有其可以聽懂蘇翰所說的話                                                  |
| 曾慧雲 | 馬陳竹珊 | 馬太 藥材舖老闆娘                                                                                     |
| 蘇麗明 | 劉瑞娥   | 娥姐 特技化妝師 鄭猶大之妻                                                                            |
| 邵卓堯 | 鄭猶大   | 大仔 特技化妝師 劉瑞娥之夫                                                                            |
| 區靄玲 | 鍾 紅    | 紅姨 退隱文雀 於第23集被穆曉嵐打傷，但同時偷走穆曉嵐身上的大寶丹，此後在吃大寶丹後奇蹟康復            |
| 莫偉文 | 何 烈    | 肥叔 的士司機 退休西九龍重案組警司 於第17集被穆曉嵐殺害                                               |
| 姚瑩瑩 | 孫來弟   | Dee姐 神婆 李爾君之表姐 孫家耀之家姐                                                                  |
| 李 岡  | 夏 崗    | 崗叔 機器專家                                                                                         |
| 鄭家生 | 王 都    | 都叔 「百勝刀王」胡逸之轉世 前利器店老闆 袁圓圓之鄰居，與前世一樣守護在對方身邊 於第21集被穆曉嵐殺害  |
| 馬海倫 | 袁圓圓   | 柯太 新成員 參見柯家                                                                                  |

### 急症室病房
| 演員   | 角色   | 暱稱／關係 |
| 黃碧蓮 | 劉依麗 | Evanna、Dr. Lau 急診室醫生／電單車手 柯建寧之暗戀對象，並利用他 邵桂芝之情敵 於第10集撞車而企圖游說柯建寧為她頂包，但被邵桂芝及蘇子瑜揭穿 |
| 梁珈詠 | 吳淼婷 | Miu姐 急症室護士長 |
| 魏惠文 | 林正康 | 康哥 急症室護士長 |
| 周嘉洛 | 柯建寧 | 柯仔 急症室護士 暗戀劉依麗，但被她利用，後反目 參見柯家                                                                                   |
| 譚焯升 | 馬丁鑫 | Amen 急診室護士 |
| 陳諾忠 | 曹可森 | 阿森 急診室護士 |
| 黃梓瑋 | 蕭子妮 | 急診室護士 |
| 陳潁熙 | 林若寶 | Bon 急症室護士 |
| 何沛珈 | 黃嘉媚 | 急診室護士 |
| 區軒瑋 | 黎醫生 | 醫生（第4、6集） |

### 其他演員
| 演員     | 角色                                   | 暱稱／關係 |
| 譚坤倫   | 敖螢峰                                 | 朱螢嬌之親兄 章經之學弟 邵一算之好友 因與親妹成爲孤兒而失去聯絡 二十年前與章經登山尋寶時遇險，為保護章經而割斷繩索墮崖犧牲                                        |
| 劉家聰   | 沈學龍                                 | 章經之學弟 多年來尋找寶藏，曾在惠州被穆曉嵐搶走兩頁筆記，後將其餘六頁筆記分別寄給章經、朱瑩嬌與邵一算 於第2集被臥龍幫開車撞致重傷，臨死前向章經提及「四十二章經」 |
| 杜燕歌   | 古道仁                                 | DY 臨床心理學家 關玉菁之師傅 於第5集退休，由關玉菁接手其診所 |
| 韓馬利   | Laura                                  | 占星師 為朱螢嬌解答一切疑難 |
| 羅雪妍   | 游津臻                                 | 花茶店老闆 錢惠芳之女 邵桂芝、蘇子瑜之好友 |
| 陳狄克   | 鐸 叔                                  | 友肉食伙記（第1—3、24集） |
| 董敬文   | 阿 強                                  | 友肉食伙記，因偷竊被解僱（第1、2集） |
| 施焯日   | 孫家耀                                 | 孫來弟之弟（第1集） |
| 鄧英敏   | 應 聞                                  | 大學教授，與章經不和（第1、21集） |
| 馮顯藝   |                                        | 大學生（第1集） |
| 林可悅   |                                        | 大學生（第1、6、14集） |
| 林可悅   | 梁山伯                                 | 角色（第4集） |
| 林可悅   | 少女（第8集）                          | |
| 倪嘉雯   |                                        | 大學生（第1、6、14集） |
| 倪嘉雯   | 祝英台                                 | 角色（第4集） |
| 湯之欣   |                                        | 大學生（第1、2、5集） |
| 湯之欣   | 途人（第10集）                         | |
| 湯之欣   | 酒吧客人（第11、22集）                 | |
| 湯之欣   | 年輕女（第14－15集）                   | |
| 蔡景行   |                                        | 大學生（第1集） |
| 蔡景行   | 學員（第5集）                          | |
| 蔡景行   | 小提琴手（第7集）                      | |
| 蔡景行   | 酒吧客人（第22集）                     | |
| 蔡景行   | 特種部隊（第24集）                     | |
| 鍾天濠   |                                        | 大學生（第1、5集） |
| 鍾天濠   | 刀手（第2集）                          | |
| 鍾天濠   | 酒吧客人（第11、22集）                 | |
| 鍾天濠   | 客人（第14集）                         | |
| 鍾天濠   | 特種部隊（第24集）                     | |
| 林映輝   | Cat姐                                  | 診所接待員 古道仁之員工 於第6集被關玉菁解僱（第2、5集） |
| 曹銦玲   |                                        | 大學生（第2、4、5集） |
| 曹銦玲   | 客人（第7、14集）                      | |
| 曹銦玲   | 護士（第9集）                          | |
| 曹銦玲   | 病人（第16集）                         | |
| 葉進康   |                                        | 大學生（第2、4、5集） |
| 葉進康   | 特種部隊（第11、24集）                 | |
| 葉進康   | 施單之手下（第15集）                   | |
| 劉倬昕   |                                        | 大學生（第2、4、5集） |
| 劉倬昕   | 護士（第6－7、9、16集）                | |
| 劉倬昕   | 途人（第10集）                         | |
| 劉倬昕   | 酒吧客人（第11、22集）                 | |
| 簡思恩   |                                        | 大學生（第2、4、5集） |
| 簡思恩   | 酒吧客人（第22集）                     | |
| 冼子筠   |                                        | 大學生（第2、4、5集） |
| 冼子筠   | 護士（第6－7集）                       | |
| 冼子筠   | 酒吧客人（第11、22集）                 | |
| 胡敏芝   |                                        | 大學生（第2、4、5集） |
| 胡敏芝   | 客人（第6－7、14集）                   | |
| 胡敏芝   | 途人（第10集）                         | |
| 劉芷玲   |                                        | 大學生（第2、4、5集） |
| 劉芷玲   | 客人（第7集）                          | |
| 袁鎮業   | Richard                                | 客人（第1集） |
| 周麗欣   | Mary                                   | 朱古力之前女友 有公主病（第1集） |
| 吳幸美   |                                        | 主持人（第1、10集） |
| 蕭文諾   |                                        | 工作人員（第1集） |
| 羅永健   |                                        | 工作人員（第1集） |
| 關曜儁   |                                        | 損友（第1集） |
| 劉天龍   |                                        | 律師（第1集） |
| 文竣瑋   |                                        | 年青人（第1集） |
| 何晉樂   |                                        | 年青人（第1集） |
| 謝可逸   |                                        | 教練（第1、12、22集） |
| 林家樂   |                                        | 師兄弟（第1、12、22集） |
| 林家樂   | 天姐之手下（第2－3、5集）              | |
| 林家樂   | 護士（第6－7、9、16集）                | |
| 林家樂   | 酒吧客人（第11集）                     | |
| 林家樂   | 客人（第14集）                         | |
| 林家樂   | 特種部隊（第21、23－24集）             | |
| 周百恩   |                                        | 師兄弟（第1、22集） |
| 周百恩   | 天姐之手下（第2－3、5集）              | |
| 周百恩   | 護士（第6、9集）                       | |
| 周百恩   | 途人（第10集）                         | |
| 周百恩   | 特種部隊（第11、24集）                 | |
| 周百恩   | 年輕男（第14－15集）                   | |
| 周百恩   | 客人（第16、18集）                     | |
| 黃一鳴   |                                        | 師兄弟（第1集） |
| 黃一鳴   | 觀眾（第4、8集）                       | |
| 黃一鳴   | 學員（第5集）                          | |
| 黃一鳴   | 護士（第7、9集）                       | |
| 黃一鳴   | 鬍鬚幫（第10集）                       | |
| 黃一鳴   | 特種部隊（第11、18、20－21、23－24集） | |
| 黃一鳴   | 施單之手下（第15集）                   | |
| 區俊賢   |                                        | 師兄弟（第1、12、22集） |
| 區俊賢   | 護士（第7、9集）                       | |
| 區俊賢   | 特種部隊（第11、20－21、23－24集）     | |
| 區俊賢   | 客人（第16、18集）                     | |
| 宋懿芳   |                                        | 師兄弟（第1、12、22集） |
| 宋懿芳   | 客人（第14集）                         | |
| 宋懿芳   | 特種部隊（第24集）                     | |
| 葉衍佑   |                                        | 師兄弟（第1、12、22集） |
| 葉衍佑   | 客人（第6－7集）                       | |
| 葉衍佑   | 酒吧客人（第11集）                     | |
| 葉衍佑   | 特種部隊（第21、23－24集）             | |
| 黃紫恩   |                                        | 師兄妹（第1、12、22集） |
| 千 雪    |                                        | 豬肉客（第1集） |
| 曾玉娟   |                                        | 豬肉客（第1集） |
| 劉沛寧   |                                        | 豬肉客（第1集） |
| 鄺國生   |                                        | 豬肉客（第1集） |
| 黎石雲   |                                        | 豬肉客（第1集） |
| 何振華   |                                        | 豬肉客（第1集） |
| 何振華   | 露宿者（第9、14、17集）                | |
| 賴榮顯   |                                        | 二叔公（第1集） |
| 鄧朴晴   |                                        | 媒（第1集） |
| 劉天欣   |                                        | 媒（第1集） |
| 伍秉君   | 孫老先生                               | 孫來弟之亡父（第1集） |
| 伍秉君   | 露宿者（第9、14、17集）                | |
| 洪資訊   | 東 叔                                  | 水口圍村長（第1集） |
| 李漫芬   | 天 姐                                  | 黑幫大家姐 洪菲之手下 因邵桂芝盜用其一百萬去炒股而威逼她每星期賺三十萬 最後由洪菲介入阻止其槍斃邵桂芝（第2－3、5集）                                              |
| 梁敏巧   |                                        | 報導員（第2集） |
| 梁敏巧   | 觀眾（第4、8集）                       | |
| 煒 烈    | 羅 生                                  | 富商 利誘章經陷害其仇家，但被章經拒絕（第2集） |
| 姚宏遠   |                                        | 羅生之跟班（第2集） |
| 陳永昌   |                                        | 天姐之手下（第2－3、5集） |
| 簡家麒   |                                        | 天姐之手下（第2－3、5集） |
| 林浩文   |                                        | 天姐之手下（第2－3、5集） |
| 黎瑞業   |                                        | 天姐之手下（第2－3、5集） |
| 黎瑞業   | 酒吧客人（第22集）                     | |
| 黎瑞業   | 特種部隊（第24集）                     | |
| 陳煒迪   |                                        | 刀手（第2集） |
| 陳煒迪   | 大學生（第5集）                        | |
| 陳煒迪   | 客人（第14、16、18集）                 | |
| 蔡尚晉   |                                        | 刀手（第2集） |
| 蔡尚晉   | 露宿者（第9、17、20集）                | |
| 蔡尚晉   | 途人（第10集）                         | |
| 蔡尚晉   | 酒吧客人（第11集）                     | |
| 蔡尚晉   | 師兄弟（第12、22集）                   | |
| 蔡尚晉   | 年輕男（第14－15集）                   | |
| 蔡尚晉   | 特種部隊（第24集）                     | |
| 郭海楓   |                                        | 刀手（第2集） |
| 郭海楓   | 客人（第7集）                          | |
| 郭海楓   | 護士（第9、16集）                      | |
| 郭海楓   | 鬍鬚幫（第10集）                       | |
| 郭海楓   | 露宿者（第14、17、20集）               | |
| 郭海楓   | 特種部隊（第24集）                     | |
| 程浩駿   |                                        | 天姐之手下（第2－3、5集） |
| 程浩駿   | 賊（第19集）                           | |
| 江富強   |                                        | 天姐之手下（第2－3、5集） |
| 關浩揚   |                                        | 天姐之手下（第2－3、5集） |
| 黃煒溏   |                                        | 天姐之手下（第2－3、5集） |
| 孖 八    |                                        | 天姐之手下（第2－3、5集） |
| 孖 八    | 觀眾（第4、8集）                       | |
| 馮子亮   |                                        | 天姐之手下（第2－3、5集） |
| 馮子亮   | 觀眾（第4、8集）                       | |
| 馮子亮   | 比利之手下（第12、14－15集）           | |
| 利耀堂   |                                        | 鹹濕佬（第2集） |
| 廖素屏   |                                        | 豬肉客（第2集） |
| 歐陽燕萍 |                                        | 豬肉客（第2集） |
| 陳振業   |                                        | 豬肉客（第2集） |
| 伍慶華   |                                        | 豬肉客（第2集） |
| 鬼 塚    |                                        | 導演（第3集） |
| 古天祥   |                                        | 侍衛（第3集） |
| 何慈茵   |                                        | 副導演（第3集） |
| 何慈茵   | 俄兵（第24集）                         | |
| 伍禮騫   |                                        | 壯漢（第3集） |
| 石浩東   |                                        | 失散子（第3集） |
| 柳秋紅   |                                        | 失散母（第3集） |
| 尤志豪   |                                        | 手下（第3集） |
| 尤志豪   | 觀眾（第4、8集）                       | |
| 張國雄   |                                        | 手下（第3集） |
| 張國雄   | 觀眾（第4、8集）                       | |
| 黃浩霆   | 阿 文                                  | 電單車手 柯建寧之對手 於第4集被臥龍幫拐走做實驗品 於第9集逃走成功，卻於下集被捉回 於第11集被發現已被殺害（第4、9、10－11集）                                      |
| 李顯曜   | 阿 東                                  | 電單車手（第4、8集） |
| 李顯曜   | 施單之手下（第15集）                   | |
| 陳俊堅   | 阿 武                                  | 電單車手（第4、8集） |
| 陳聖瑜   |                                        | 觀眾（第4、8集） |
| 關楓馨   |                                        | 觀眾（第4、8集） |
| 莫韻諰   |                                        | 觀眾（第4、8集） |
| 謝采芝   |                                        | 觀眾（第4、8集） |
| 李明芙   |                                        | 觀眾（第4、8集） |
| 賴彥妤   |                                        | 觀眾（第4、8集） |
| 王嘉慧   |                                        | 觀眾（第4集） |
| 李紹堅   |                                        | 觀眾（第4、8集） |
| 李紹堅   | 惡人（第6集）                          | |
| 吳兆麟   |                                        | 觀眾（第4、8集） |
| 吳兆麟   | 學員（第5集）                          | |
| 吳兆麟   | 護士（第6、9集）                       | |
| 吳兆麟   | 小提琴手（第7集）                      | |
| 吳兆麟   | 酒吧客人（第11、22集）                 | |
| 吳兆麟   | 特種部隊（第24集）                     | |
| 龍玉聲   |                                        | 觀眾（弟4、8集） |
| 馬嘉莉   |                                        | 觀眾（第4、8集） |
| 馬嘉莉   | 妓女（第10集）                         | |
| 曾文心   |                                        | 教練（第5集） |
| 曾文心   | 酒吧客人（第22集）                     | |
| 黃瀅仴   |                                        | 學員（第5集） |
| 黃瀅仴   | 病人（第7集）                          | |
| 黃瀅仴   | 護士（第9－10集）                      | |
| 黃瀅仴   | 酒吧客人（第22集）                     | |
| 吳洛汶   |                                        | 學員（第5集） |
| 吳洛汶   | 客人（第6集）                          | |
| 吳洛汶   | 護士（第7集）                          | |
| 吳洛汶   | 酒吧客人（第22集）                     | |
| 陳念君   | 陳姑娘                                 | （第5集） |
| 蕭百成   |                                        | 侍應（第5集） |
| 蕭百成   | 特種部隊（第11集）                     | |
| 蕭百成   | 師兄弟（第22集）                       | |
| 梁皓楷   | 石 磊                                  | 關玉菁之前男友 一直纏擾關玉菁，最終被其殺死（第6－7集） |
| 蔡菀庭   | 江卓瑤                                 | （第6－7、9集） |
| 羅毓儀   |                                        | 女生（第6集） |
| 布樂文   |                                        | 護士（第6集） |
| 布樂文   | 侍應（第7、22集）                      | |
| 布樂文   | 病人（第9、16集）                      | |
| 李仲美   | 嚴老太                                 | 病母（第6集） |
| 林偉年   |                                        | 兒子（第6集） |
| 伍庭熾   |                                        | 惡人（第6集） |
| 鄧重謙   |                                        | 惡人（第6集） |
| 陳雅慧   |                                        | 老婆（第7集） |
| 鄭玉儀   |                                        | 母親（第7集） |
| 顏文偉   |                                        | 父親（第7集） |
| 游嘉欣   | 梁子涵                                 | 章經之舊同學，並被其暗戀 於第11集被提及已移民（第8、11集） |
| 林俊其   |                                        | 學生（第8集） |
| 吳天兒   |                                        | 學生（第8集） |
| 姚亦澧   |                                        | 醫生（第8集） |
| 吳佩隆   |                                        | 露宿者（第9、14、17、20集） |
| 黎康祺   |                                        | 露宿者（第9、14、17、20集） |
| 簡新銳   |                                        | 露宿者（第9、14、17、20集） |
| 劉燕嫦   |                                        | 露宿者（第9、14、17、20集） |
| 梅 芬    |                                        | 露宿者（第9、14、17、20集） |
| 林潔瀅   |                                        | 露宿者（第9、14、17、20集） |
| 曾琬莎   |                                        | 義工（第9、14、17集） |
| 黃凱琪   |                                        | 義工（第9、14、17集） |
| 黃耀煌   | 王尚煌                                 | Victor 藝術系助教 李爾君之男友（第10、16集） |
| 蕭徽勇   |                                        | 頭目（第10集） |
| 嘉 駿    | 財                                     | 劉依麗之男友（第10集） |
| 朱樂洺   |                                        | 熱狗店店員（第10集） |
| 陳卓華   |                                        | 食客（第10集） |
| 莫家淦   |                                        | 職員（第11、13集） |
| 張詩欣   |                                        | 假扮關玉菁之妹（第11集） |
| 羅頌華   |                                        | 偷衣賊（第11集） |
| 盧海鷹   | 梁子涵                                 | 狗主（第11集） |
| 孫慧蓮   | 黃婆婆                                 | 阿文之外婆（第12集） |
| 鄧以豪   |                                        | 醉酒佬（第12集） |
| 徐貫國   |                                        | 畫廊客（第13集） |
| 陳熙蕊   |                                        | 高勝基之女友（第14集） |
| 劉應龍   |                                        | 大排檔老闆（第14集） |
| 威廉陳   |                                        | 老闆（第15集） |
| 吳香倫   |                                        | 侍應（第15集） |
| 章景恆   |                                        | 店員（第15集） |
| 黃潤成   |                                        | 葉小琳之親戚（第16集） |
| 計祥龍   | 彪 哥                                  | 邵家鄰居（第16集） |
| 鄧永健   |                                        | 醫生（第16－17集） |
| 孫慧雪   |                                        | 精神病强盗假扮便利店女店員（第17集） |
| 杜大偉   |                                        | 士多老闆（第17集） |
| 黃子桐   | 美                                     | （第18集） |
| 潘冠霖   |                                        | 石磊之妻（第19集） |
| 崔錦棠   |                                        | 老闆（第19集） |
| 郭千瑜   |                                        | 女職員（第19集） |
| 吳珮如   |                                        | 師奶（第19集） |
| 李啟傑   |                                        | 師奶老公（第19集） |
| 謝嘉怡   | 蘇斯克柴                               | 蘇菲亞公主轉世 俄羅斯富家女 曾經在雪山拯救章經 於第24集要脅章經交出大寶丹救其父（第21、24集） 名字諧音：蘇斯克查                                                  |
| 王灝兒   | 關曉菁                                 | Jade 關玉菁之妹 原患有絕症，但在服用大寶丹後康復（第24集） |
| 陳銳峰   |                                        | 司機（第24集） |
| 黎文傑   |                                        | 職員（第24集） |
| 鄔嘉駿   |                                        | 特種部隊（第24集） |

## 歌曲
| 類別   | 歌曲             | 作曲   | 填詞 | 編曲       | 監製               | 主唱   | 收錄             | 備註                               |
| 主題曲 | 《寶藏在原地》   | 徐洛鏘 | 楊熙 | 徐洛鏘     | 劉易昇、Freddie Lo | 鄭俊弘 | 各大音樂串流平台 | 原創歌曲                           |
| 插曲   | 《原來寂寞得多》 | 曹朗   | 楊熙 | Johnny Yim | 劉易昇             | 詹天文 | 各大音樂串流平台 | 原創歌曲                           |
| 片尾曲 | 《始終會行運》   | 顧嘉煇 | 黃霑 | 顧嘉煇     | 黎小田             | 張國榮 | 《Leslie》       | 1984年無綫電視劇集《鹿鼎記》主題曲 |

## 記事
- 2021年9月13日：開鏡拜神記者會。
- 2022年1月30日：此劇正式殺青。
- 2023年1月29日：此劇於觀塘協和街33號裕民坊L1中庭舉行「如『豬』如『寶』」宣傳活動。[10]
- 2023年2月5日：此劇於深水埗西九龍中心舉行「文武雙全 團團圓圓」宣傳活動。[11]
- 2023年2月12日：此劇於將軍澳欣景路8號MCP Central L1 Atrium A舉行「『章經』追女仔」宣傳活動。[12]
- 2023年2月18日：此劇於中環皇后大道中93號中環街市地下Oasis舉行「奪寶奇兵」宣傳活動。[13]
- 2023年2月26日：此劇於葵涌興芳路223號新都會廣場L3中庭舉行「終極線索」宣傳活動。[14]
- 2023年3月2日：此劇於油塘高超道38號大本型商場地下中庭舉行「大結局齊齊睇」宣傳活動。

## 軼事
- 此劇原本是無綫55周年台慶劇之一，但最後無綫取消本劇在台慶月的播映檔期，並由《法證先鋒V》頂替[15]。
- 陳豪在劇中所任職的「博文大學」，部分場景是在曾咀靈灰安置所取景。[16]
- 由於本劇內容與《鹿鼎記》相關，因此本劇亦會穿插1984年版的《鹿鼎記》，同時也用了該劇的主題曲作為本劇的片尾曲。[4]

## 收視
每周收視列表：
| 集數  | 日期                  | 平均电视直播收視率 | 跨平台直播最高收視率 | 備註   |
| 1-5   | 2023年1月30日-2月3日  | 19.9點             | 23.0點               | [ 17 ] |
| 6-10  | 2023年2月6日-2月10日  | 19.0點             | 20.9點               | [ 18 ] |
| 11-15 | 2023年2月13日-2月17日 | 19.4點             | 21.4點               | [ 19 ] |
| 16-20 | 2023年2月20日-2月24日 | 19.7點             | 22.3點               | [ 20 ] |
| 21-24 | 2023年2月27日-3月2日  | 20.4點             | 22.4點               | [ 21 ] |
| 全劇  | 全劇                  | 19.7點             | 23.0點               |        |

## 獎項
| 年份 | 頒獎典禮             | 獎項                    | 入圍者                       | 結果 |
| ---- | -------------------- | ----------------------- | ---------------------------- | ---- |
| 2024 | 萬千星輝頒獎典禮2023 | 最佳劇集                | 《新四十二章》               | 提名 |
| 2024 | 萬千星輝頒獎典禮2023 | 最佳男主角              | 陳豪                         | 提名 |
| 2024 | 萬千星輝頒獎典禮2023 | 最佳男主角              | 周嘉洛                       | 提名 |
| 2024 | 萬千星輝頒獎典禮2023 | 最佳女主角              | 龔嘉欣                       | 提名 |
| 2024 | 萬千星輝頒獎典禮2023 | 最佳女主角              | 江嘉敏                       | 提名 |
| 2024 | 萬千星輝頒獎典禮2023 | 最佳男配角              | 鄭子誠                       | 提名 |
| 2024 | 萬千星輝頒獎典禮2023 | 最佳男配角              | 林景程                       | 提名 |
| 2024 | 萬千星輝頒獎典禮2023 | 最佳女配角              | 譚凱琪                       | 提名 |
| 2024 | 萬千星輝頒獎典禮2023 | 最佳女配角              | 鄺潔楹                       | 提名 |
| 2024 | 萬千星輝頒獎典禮2023 | 飛躍進步男藝員          | 林正峰                       | 提名 |
| 2024 | 萬千星輝頒獎典禮2023 | 飛躍進步男藝員          | 林景程                       | 提名 |
| 2024 | 萬千星輝頒獎典禮2023 | 飛躍進步男藝員          | 吳子冲                       | 提名 |
| 2024 | 萬千星輝頒獎典禮2023 | 飛躍進步男藝員          | 施焯日                       | 提名 |
| 2024 | 萬千星輝頒獎典禮2023 | 飛躍進步女藝員          | 何沛珈                       | 提名 |
| 2024 | 萬千星輝頒獎典禮2023 | 飛躍進步女藝員          | JW王灝兒                     | 提名 |
| 2024 | 萬千星輝頒獎典禮2023 | 最佳電視歌曲            | 寶藏在原地（主唱：鄭俊弘）   | 提名 |
| 2024 | 萬千星輝頒獎典禮2023 | 最佳電視歌曲            | 原來寂寞得多（主唱：詹天文） | 提名 |
| 2024 | 萬千星輝頒獎典禮2023 | 馬來西亞最喜愛TVB劇集   | 《新四十二章》               | 提名 |
| 2024 | 萬千星輝頒獎典禮2023 | 馬來西亞最喜愛TVB男主角 | 周嘉洛                       | 提名 |
| 2024 | 萬千星輝頒獎典禮2023 | 馬來西亞最喜愛TVB女主角 | 龔嘉欣                       | 提名 |

## 外部連結
- 《四十二章經》奇人異士爭奪迷失寶藏 - TVB Weekly （页面存档备份，存于）
- 《新四十二章》鬥智鬥力 尋龍奪寶 - TVB Weekly （页面存档备份，存于）
- 豆瓣电影上《新四十二章》的資料 （简体中文）
- 互联网电影数据库（IMDb）上《新四十二章》的资料（英文）
- 《新四十二章》 北美TVB網上串流平台 免費點播！ （页面存档备份，存于）

## 提凾及獎頁
中文